# Alvin Greene
Alvin Greene (* 30. srpna 1977, Florence, Jižní Karolína) byl neúspěšným kandidátem Demokratické strany pro volby do Senátu Spojených států amerických v roce 2010 v Jižní Karolíně proti republikánskému senátorovi Jimovi DeMintovi.
Greene má titul bakaláře v oboru politologie z University Jižní Karolíny a má za sebou třináctiletou kariéru v armádě Spojených států amerických a v letectvu Spojených států amerických. Z armády byl propuštěn v roce 2009 a od té doby je nezaměstnaný a od téhož roku čelí obvinění ze sexuálního obtěžování.
V souvislosti s tím, že nebyl ve výraznějším kontaktu s orgány strany a nevedl výraznější kampaň, se objevily podezíravé hlasy tvrdící, že se jedná o nastrčenou figurku.